# Liste du patrimoine immobilier classé de Thimister-Clermont
Cette page regroupe l'ensemble du patrimoine immobilier classé de la ville belge de Thimister-Clermont.
| Objet | Année de construction / Architecte | Adresse | Section communale     | Coordonnées                      | Numéro d’inventaire | Illustration |
| --- | ---------------------------------- | ------- | --------------------- | -------------------------------- | ------------------- | --- |
| Les orgues de l'église Saint Roch d'Elsaute |                                    |         | Clermont-sur-Berwinne | 50° 38′ 46″ nord, 5° 53′ 45″ est | 63089-CLT-0002-01   | Les orgues de l'église Saint Roch d'Elsaute |
| Maison sise n°305 à Crawhez (actuellement ferme, n° 44) |                                    |         | Clermont-sur-Berwinne | 50° 40′ 38″ nord, 5° 52′ 58″ est | 63089-CLT-0003-01   | Maison sise n°305 à Crawhez (actuellement ferme, n° 44) |
| Ferme-château de Crawhez (quatre façades, toitures, cheminée du rez-de-chaussée), n°10 |                                    | n°10    | Clermont-sur-Berwinne | 50° 40′ 24″ nord, 5° 53′ 08″ est | 63089-CLT-0004-01   | Ferme-château de Crawhez (quatre façades, toitures, cheminée du rez-de-chaussée), n°10 |
| Chapelle Sainte-Odile (M) et ensemble formé par cet édifice et ses abords (S) |                                    |         | Thimister             | 50° 39′ 21″ nord, 5° 50′ 51″ est | 63089-CLT-0006-01   | Chapelle Sainte-Odile (M) et ensemble formé par cet édifice et ses abords (S) |
| La chapelle Saint-Roch |                                    |         | Clermont-sur-Berwinne | 50° 38′ 51″ nord, 5° 51′ 47″ est | 63089-CLT-0007-01   | La chapelle Saint-Roch |
| Chapelle Saint-Anne |                                    |         | Clermont-sur-Berwinne | 50° 40′ 16″ nord, 5° 52′ 49″ est | 63089-CLT-0008-01   | Chapelle Saint-Anne |
| Ancienne Maison Communale (façades, toitures, perron), place de la Halle |                                    |         | Clermont-sur-Berwinne | 50° 39′ 34″ nord, 5° 53′ 01″ est | 63089-CLT-0009-01   | Ancienne Maison Communale (façades, toitures, perron), place de la Halle |
| L'église Saint-Jacques-le-Majeur : Chœur, narthex et transept |                                    |         | Clermont-sur-Berwinne | 50° 39′ 33″ nord, 5° 52′ 59″ est | 63089-CLT-0010-01   | L'église Saint-Jacques-le-Majeur : Chœur, narthex et transept |
| L'église Saint-Jacques-le-Majeur (dont le chœur, le narthex et le transept ont été classés par arrêté royal du 15 mars 1934) (M) et ensemble formé par l'église et le cimetière qui l'entoure (S) |                                    |         | Clermont-sur-Berwinne | 50° 39′ 33″ nord, 5° 52′ 59″ est | 63089-CLT-0011-01   | L'église Saint-Jacques-le-Majeur (dont le chœur, le narthex et le transept ont été classés par arrêté royal du 15 mars 1934) (M) et ensemble formé par l'église et le cimetière qui l'entoure (S) |
| Le mur de soutènement du cimetière entourant l'église Saint-Jacques-le-Majeur |                                    |         | Clermont-sur-Berwinne | 50° 39′ 32″ nord, 5° 52′ 58″ est | 63089-CLT-0012-01   | Le mur de soutènement du cimetière entourant l'église Saint-Jacques-le-Majeur |
| Ensemble formé par la Place communale de Clermont-sur-Berwinne, Place de la Halle |                                    |         | Clermont-sur-Berwinne | 50° 39′ 35″ nord, 5° 53′ 03″ est | 63089-CLT-0013-01   | Ensemble formé par la Place communale de Clermont-sur-Berwinne, Place de la Halle |
| Monument Fonck et sa barrière, chaussée Charlemagne |                                    |         | Thimister             | 50° 38′ 44″ nord, 5° 51′ 06″ est | 63089-CLT-0015-01   | Monument Fonck et sa barrière, chaussée Charlemagne |
| Façade avant, pignon et toitures de la maison, sise place de la Halle, 34 |                                    |         | Clermont-sur-Berwinne | 50° 39′ 33″ nord, 5° 53′ 04″ est | 63089-CLT-0016-01   | Façade avant, pignon et toitures de la maison, sise place de la Halle, 34 |